# Renke Korn
Renke Korn (* 14. Dezember 1938 in Unna; † 10. Januar 2020) war ein deutscher Schriftsteller, Regisseur und Maler.

## Leben
Renke Korn wuchs auf in Soest und Münster, wo er 1958 am Wilhelm-Hittorf-Gymnasium das Abitur ablegte. Danach studierte er an den Universitäten München, Göttingen und Münster Germanistik, Geschichte und Philosophie. 1963 legte er in Münster das Staatsexamen für das Lehramt an Höheren Schulen ab. Jedoch setzte er diesen Berufsweg nicht fort.
Als Schüler und Student hatte er Gedichte geschrieben, ohne sie Verlagen zur Publikation anzubieten. Nun wollte er sich dieser schriftstellerischen Neigung intensiver widmen, darin durchaus bestärkt durch seine Mutter, die aus einer Zeitungsverlegerfamilie stammte. Korn zog nach Berlin, schrieb und arbeitete gleichzeitig als Monteur, Verkäufer, Gabelstaplerfahrer, Dreher und Nachhilfelehrer. 1966 sendete der WDR sein erstes Hörspiel (Verteidigung eines Totengräbers) und 1967 führte das Deutsche Theater Göttingen sein erstes Theaterstück auf (Die Überlebenden). Er veröffentlichte in den folgenden Jahren vor allem Theaterstücke und Hörspiele und ab 1973 auch Fernsehspiele und Filme.
Gleichzeitig engagierte sich Korn in kulturpolitischen Belangen. Er war 1969 Mitgründer des Verlags der Autoren, von 1973 bis 1979 Vorstandsmitglied des Verbandes deutscher Schriftsteller (VS) in Berlin und zeitgleich Beauftragter des Gesamt-VS für Theaterfragen, 1986 bis 1990 Mitgründer und Vorstandsmitglied des Verbandes Deutscher Drehbuchautoren und 1993 bis 1995 Leiter der Berliner Hörspieltage.
2004 veröffentlichte Renke Korn zum ersten Mal ein größeres Prosawerk, den Erzählungsband Der Mann, der die Vögel liebte.
In der Malerei lag ab etwa 2002 ein Schwerpunkt auf der Gestaltung von aus Digitalfotos am Computer entwickelten Bildern.

## Auszeichnungen
- 1972: Förderpreis des Landes Nordrhein-Westfalen für Literatur
- 1976: Film des Monats / Prädikat: Besonders wertvoll / Preis der Jury RIFJ Cannes / Festivals: Berlin, Locarno, Paris, Cannes, Moskau / Prix des droits de l’homme 1978 – für den Film Vera Romeyke ist nicht tragbar (Regie: Max Willutzki)
- 1979: AWO-Preis[2] und 1981 Lobende Erwähnung Prix Futura – für den Fernsehfilm Zuhaus unter Fremden (Regie: Peter Keglevic)
- 1996: Publikumspreis (Slabbesz) der Internationalen Österreichischen Hörspieltage – für das Hörspiel Das Klopfen

## Theaterstücke
- Die Überlebenden. Uraufführung (UA) Deutsches Theater Göttingen 1967
- Partner. UA Theater Dortmund/Junges Forum der Ruhrfestspiele 1970, als Buch erschienen im Benziger Verlag Köln/Zürich 1971
- Flucht nach Hinterwiesenthal. UA Theater Dortmund 1971
- Das Attentat auf das Pferd des Brasilianers Joao Candia Bertoza. UA Theater Aachen 1973
- Kollegen. UA Staatstheater Braunschweig 1973
- Die Reise des Engin Özkartal von Nevsehir nach Herne und zurück. UA Landestheater Tübingen 1975, abgedruckt in Theater heute 8/1975

## Kino- und Fernsehfilme
- Partner. Produktion SFB 1973 (Regie: Gerlach Fiedler)
- Der Alte. UFA-Fernsehproduktion für ZDF 1975 (R: Rainer Wolffhardt) – eigenständiger Fernsehfilm, kein Teil der gleichnamigen Serie und davor entstanden
- Vera Romeyke ist nicht tragbar. Basis-Filmproduktion 1976 (R: Max Willutzki)
- Der Architekt der Sonnenstadt. Phako-Film für ZDF 1979 (Buch und Regie)
- Tilt. CCC-Television für ZDF 1979 (Buch und Regie)
- Zuhaus unter Fremden. SFB-ORF 1979 (R: Peter Keglevic)
- Hans im Glück aus Herne 2. Eikon-Film für ZDF 1983 (R: Roland Gall)
- Die Rückkehr der Träume. Infa-Film für ZDF 1983 (Buch und Regie)

## Hörspiele
- 1966: Verteidigung eines Totengräbers. Produktion WDR
- 1967: Die Sonne ist nicht mehr dieselbe. WDR
- 1967: Der Umzug. WDR
- 1969: Picknick. WDR
- 1971: Vorstellungen während der Frühstückspause. WDR
- 1971: Das Attentat auf das Pferd des Brasilianers Joao Candia Bertoza. NDR/BR/SDR
- 1973: Vorstellungen während der Frühstückspause. Regie: Ferry Bauer. ORF Oberösterreich
- 1974: Es musste sein, Elke, das war ja nicht mehr auszuhalten oder Die Ängste der Bürger. WDR
- 1977: Geh nach Deutschland. SFB/BR
- 1978: Gedämpft. HR/BR/SFB
- 1983: mit Christof Teubel: Der Gute Mensch von Kreuzberg oder Ich will kein Hausbesitzer sein. RIAS
- 1984: Das kalte Büffet der Perlons. RIAS/RB
- 1985: Der Hausmann. RIAS/RB
- 1986: Letzte Botschaft aus Lagos. WDR/HR
- 1986: Feme. NDR/RIAS
- 1987:Wenn wir an lauen Sommerabenden. RB
- 1988: mit Bernd Hollmach: Der Kämpfer. RB
- 1989: Mein Vater und ich. SFB
- 1990: Flüchtige Bekanntschaft. RB
- 1991: Nigger. WDR
- 1992: Sunrise Club. WDR
- 1992: Es ist so, wie es ist. DS Kultur
- 1992: Goldgräber. DS Kultur
- 1993: Unter Wasser sehe ich aus wie ein Hai. WDR
- 1993:Warum schreit das Kind der weißen Frau so viel? RIAS
- 1995: Das Klopfen. WDR
- 1997: Ihr Bild stand noch viele Jahre zwischen den Bildern der anderen Kinder. SFB

## Prosa
- Der Mann, der die Vögel liebte. Pharos, 2004.